# 久保 (君津市)
久保（くぼ）は、千葉県君津市の地名。現行行政地名は大字久保および久保1丁目から5丁目。郵便番号は299-1152。

## 地理
市内北西部の小糸川下流右岸に位置する。君津市の中心市街地東部にあたり、君津市役所をはじめとする公共機関が立地する。
JR内房線の南側に1丁目 - 5丁目があり、内房線をはさんで北側に離れた場所に飛地として大字久保がある。
北で東坂田・北久保、東で北子安・杢師、南で南久保・台、西で中野とそれぞれ隣接する。また飛地部分は北から西にかけて陽光台、東から南にかけて北子安とそれぞれ隣接する（いずれも君津市）。

## 歴史
鎌倉時代には「窪」の地名が見られる。

### 沿革
- 江戸時代 - 周淮郡久保村成立。
- 1873年（明治6年） - 久保村、千葉県に所属。
- 1889年（明治22年）4月1日 - 町村制施行により周淮郡周西村大字久保となる。
- 1897年（明治30年）4月1日 - 周西村、郡統合により君津郡所属となる。
- 1943年（昭和18年）4月1日 - 周西村と八重原村が合併し君津郡君津町が成立、同町の大字となる。地内に君津町役場設置。
- 1971年（昭和46年）9月1日 - 君津町が市制施行し、君津市となる。
- 1977年（昭和52年）10月1日 - 一部が東坂田1丁目に分割。
- 1978年（昭和53年）12月1日 - 北部の一部を除き住居表示実施、久保1丁目-5丁目成立[注 1]、一部が高坂、北久保1丁目・2丁目および南久保1丁目・2丁目に分割。
- 1981年（昭和56年）12月1日 - 一部が杢師1丁目に分割。

## 統計
|           | 世帯数 | 人口 | 地図                               |
| --------- | ------ | ---- | ---------------------------------- |
| 久保      | 69     | 139  | 北緯35度20分2秒 東経139度54分23秒  |
| 久保1丁目 | 69     | 139  | 北緯35度19分50秒 東経139度53分55秒 |
| 久保2丁目 | 129    | 226  | 北緯35度19分50秒 東経139度54分5秒  |
| 久保3丁目 | 167    | 325  | 北緯35度19分49秒 東経139度54分20秒 |
| 久保4丁目 | 127    | 274  | 北緯35度19分45秒 東経139度54分17秒 |
| 久保5丁目 | 127    | 274  | 北緯35度19分40秒 東経139度54分25秒 |
| 計        | 492    | 964  |                                    |

1. ↑  “平成29年君津市人口”.   君津市 (2017年11月8日). 2017年11月20日閲覧。
2. ↑  単位：世帯
3. ↑  単位：人

## 小・中学校の学区
市立小・中学校に通う場合、学区は以下の通りとなる。
| 大字・丁目 | 番地 | 小学校             | 中学校               |
| ---------- | ---- | ------------------ | -------------------- |
| 久保       | 全域 | 君津市立周西小学校 | 君津市立周西南中学校 |
| 久保1丁目  | 全域 | 君津市立周西小学校 | 君津市立周西南中学校 |
| 久保2丁目  | 全域 | 君津市立周西小学校 | 君津市立周西南中学校 |
| 久保3丁目  | 全域 | 君津市立周西小学校 | 君津市立周西南中学校 |
| 久保4丁目  | 全域 | 君津市立周西小学校 | 君津市立周西南中学校 |
| 久保5丁目  | 全域 | 君津市立周西小学校 | 君津市立周西南中学校 |

## 交通

### 鉄道
北端をJR内房線が通過するが、駅はない。最寄駅は君津駅。

### バス
- 日東交通
  - 君津市内循環線 君津駅北口 - 君津製鐵所 - 大和田 - 君津駅北口 - 君津市役所 - 久保 - 八重原社宅（循環ルート）
  - 周西線 君津製鐵所行・中央門前行・大和田陸橋下行・イオンタウン君津行・君津駅南口行・中島行
  - 畑沢線 君津駅南口行・木更津駅西口行（君津中央病院経由）
  - イオンモール木更津線 君津駅南口行・木更津駅西口行（イオンモール木更津経由）
- 君津市コミュニティバス
  - 小糸川循環線 君津グラウンドゴルフ場 - 常代5丁目 - 君津駅南口 - 君津市役所 - 久保 - 君津バスターミナル - 常代5丁目 - （小糸郵便局前） - 君津グラウンドゴルフ場（循環ルート）
  - 人見・大和田・神門線 君津市役所[注 2]⇒君津駅北口⇒大和田橋⇒大和田⇒神門⇒大和田橋⇒君津駅北口⇒君津市役所（循環ルート）
- 高速バス
  - 君津〜東京線（日東交通・京成バス） 青堀駅行・東京駅八重洲口前/東雲車庫行
  - 君津〜羽田空港線（日東交通・京浜急行バス） 羽田空港行

### 道路
一般県道
- 千葉県道158号君津青堀線
- 千葉県道159号君津大貫線 - 一部区間は158号と重複

## 施設
久保1丁目
- アピタ君津店
- 館山信用金庫君津支店
- 君津市農業協同組合周西支店

久保2丁目
- 君津市役所
- 君津市立中央図書館（wikidata）
- 玉泉院君津中央会館
- 辻前公園[5]

久保3丁目
- 君津市保健福祉センター（ふれあい館）
- 君津市水道部久保浄水場
- 花園公園[5]

久保4丁目
- 君津警察署
- 君津郵便局
- 大宮神社

久保5丁目
- 君津中央公園[5]（一部は杢師1丁目に所在）

## 史跡
大字久保
- 水道山古墳（久保二子塚古墳）

## ギャラリー

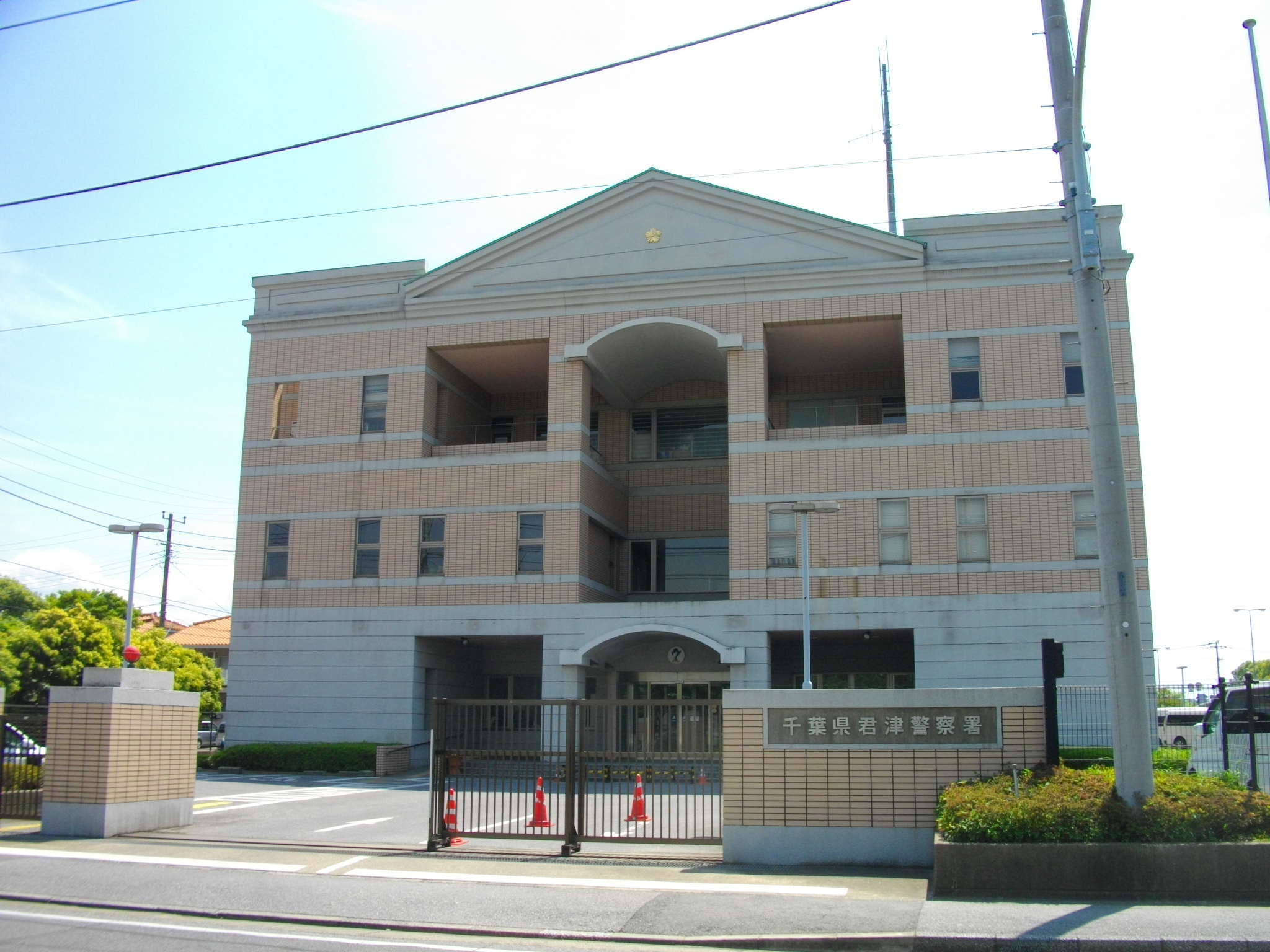
君津警察署
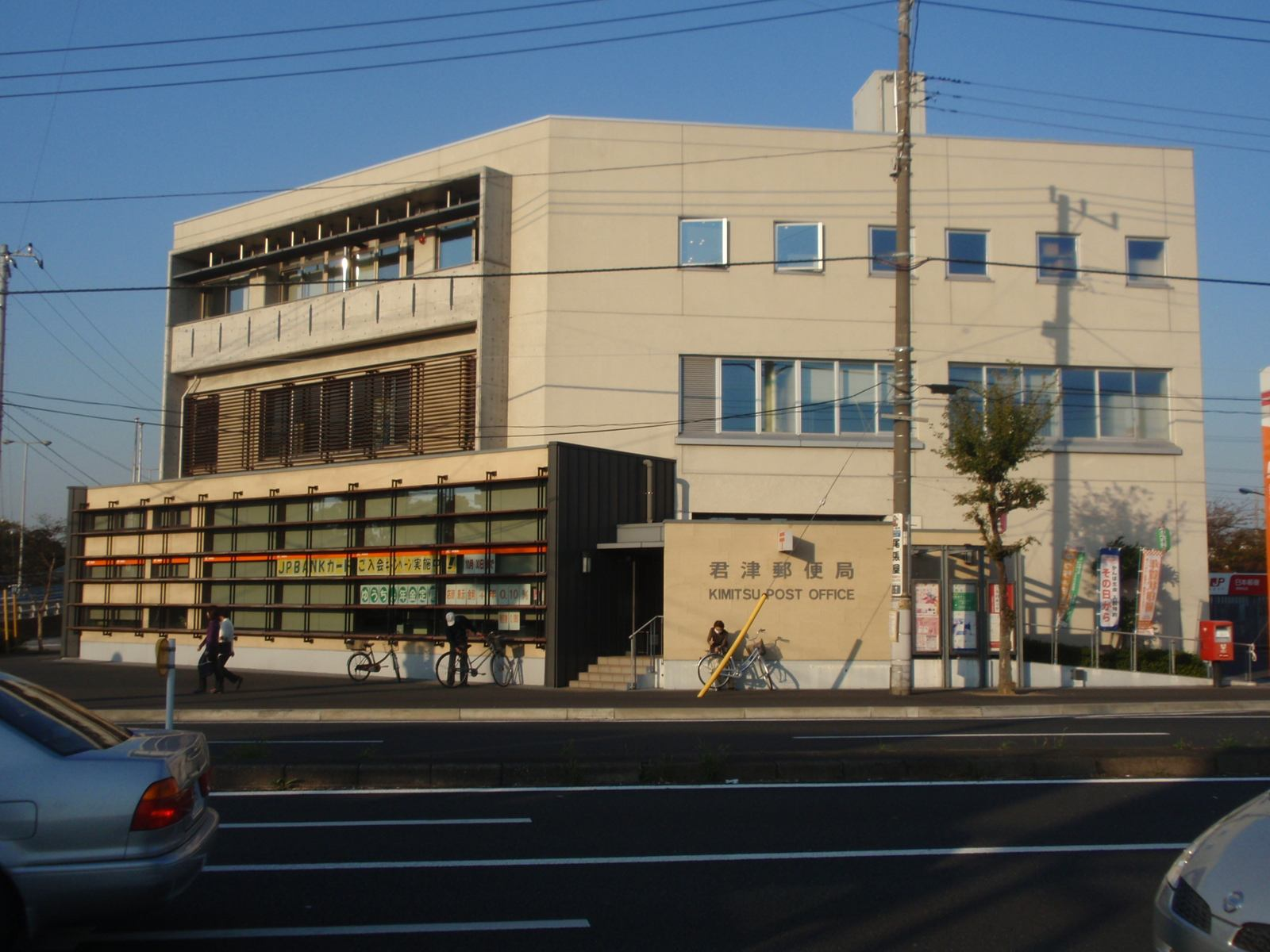
君津郵便局